# Ânkhouennéfer
Pour l’article homonyme, voir Ânkhouennéfer (rebelle).
Ânkhouennéfer est un ancien vizir égyptien de la XXVIe dynastie, qui était en fonction sous le règne de Psammétique Ier.
Ânkhouennéfer n'est connu que par une statue qui a été vue en 1960 sur le marché de l'art du Caire. On ignore ce qu'il est advenu de la statue depuis lors. La statue montre Ânkhouennéfer debout avec une plus petite statue du dieu Ptah devant lui. La partie supérieure de la statue est perdue. Sur le pilier arrière se trouve une inscription présentant ses titres, ses noms et le nom du père (Pakherenptah). Ses titres comprennent ceux d'un vizir, mais aussi des titres le reliant au temple de Ptah, à Sakhmet et à Apis. À la XXVIe dynastie, la fonction de vizir est divisée en deux parties : un vizir est chargé de la Haute-Égypte, un autre de la Basse-Égypte. Ptah et Apis sont des divinités particulièrement liées à Memphis en Basse-Égypte. Par conséquent, il s'agissait très probablement d'un vizir de Basse-Égypte. Certains détails de la statue indiquent une date de réalisation sous le roi Psammétique Ier.